# Фильтр с конечной импульсной характеристикой
Фильтр с коне́чной и́мпульсной характери́стикой (нерекурси́вный фильтр, трансверса́льный фильтр, КИХ-фильтр) или FIR-фильтр (FIR сокр. от finite impulse response — конечная импульсная характеристика) — один из видов линейных фильтров, характерной особенностью которого является ограниченность по времени его импульсной характеристики (с какого-то момента времени его выходной сигнал становится точно равным нулю).
Такой фильтр называют часто нерекурсивным из-за отсутствия обратной связи. Знаменатель передаточной функции такого фильтра — константа.
Может быть реализован как в цифровом виде (аппаратном или программном), так и в аналоговой структуре.

## Динамические характеристики
Разностное уравнение, описывающее связь между входным и выходным сигналами фильтра:
{\displaystyle y\left(n\right)=b_{0}x\left(n\right)+b_{1}x\left(n-1\right)+\dots +b_{P}x\left(n-P\right),}
где {\displaystyle P} — порядок фильтра,
{\displaystyle x(n)} — входной сигнал,
{\displaystyle y(n)} — выходной сигнал,
{\displaystyle b_{i}} — коэффициенты фильтра.
Иными словами, значение любого отсчета выходного сигнала определяется суммой масштабированных значений {\displaystyle P} предыдущих отсчетов в силу свойства линейности. Можно сказать иначе: значение выхода фильтра в любой момент времени есть значение отклика на мгновенное значение входа и сумма всех постепенно затухающих откликов {\displaystyle P} предыдущих отсчетов сигнала, которые всё ещё оказывают влияние на выход (после {\displaystyle P} отсчетов импульсная переходная функция становится равной нулю, поэтому все члены после {\displaystyle P}-го тоже станут равными нулю). Запишем предыдущее уравнение в более ёмком виде:
{\displaystyle y\left(n\right)=\sum _{i=0}^{P}b_{i}x\left(n-i\right).}
Для того, чтобы найти ядро фильтра, положим:
{\displaystyle x(n)=\delta (n),}
где {\displaystyle \delta (n)} — дельта-функция Дирака.
Тогда импульсная характеристика КИХ-фильтра может быть записана как:
{\displaystyle h\left(n\right)=\sum _{i=0}^{P}b_{i}\delta \left(n-i\right).}
Z-преобразование импульсной характеристики даёт нам передаточную функцию КИХ-фильтра:
{\displaystyle H\left(z\right)=\sum _{i=0}^{P}b_{i}z^{-i}.}

## Свойства
КИХ-фильтр обладает рядом полезных свойств, из-за которых он иногда более предпочтителен в использовании, чем БИХ-фильтр. Вот некоторые из них:
- КИХ-фильтры всегда устойчивы.
- У КИХ-фильтров нет обратной связи.
- Зависимость фазового сдвига от частоты входного гармонического сигнала у КИХ-фильтров может быть сделана линейной.

## Прямая форма КИХ-фильтра

Структура прямой формы КИХ-фильтра

КИХ-фильтры могут быть реализованы с использованием трех элементов: умножителей на заданный коэффициент, сумматора и блоков задержки. На рисунке изображена прямая реализация КИХ-фильтров типа 1 порядка {\displaystyle N.} Сверху рисунка изображена линия задержки с {\displaystyle N+1} отводами. Каждая единичная задержка (отвод) является оператором {\displaystyle z-1} в терминах Z-преобразования, снизу блок умножителей на заданные постоянные коэффициенты и сумматор всех выходов блоков умножения.